# 古斯塔夫·特羅勒
古斯塔夫·埃里克森·特罗勒（Gustav Eriksson Trolle，1488年9月 - 1535年）是宗教改革时期曾两度出任瑞典烏普薩拉大主教的天主教宗教界人士。
他是埃里克·阿維德松·特羅勒的儿子。古斯塔夫·特羅勒曾在科隆大学和罗马大学學習。回国后不久，他成为烏普薩拉大主教。1515年，他与瑞典摄政王小斯滕·斯圖雷发生争执，后者指控他要与丹麥國王克里斯蒂安二世结盟，結果古斯塔夫·特羅勒被免职。他逃到一個城堡中，後來城堡又被瑞典當局拆毀。
1520年，克里斯蒂安二世入侵瑞典，而古斯塔夫·特羅勒又重新出任乌普萨拉大主教。1520年11月4日，克里斯蒂安二世成為瑞典国王，加冕儀式上，古斯塔夫·特羅勒親自為他戴上王冠。
古斯塔夫·特罗勒列出了一份名单，上面列著曾让他受苦并支持拆毁城堡的人。克里斯蒂安二世根據名單把這些人叫來，并最終于1520年11月10日發動斯德哥爾摩慘案，將這些人處決。
几个月后，克里斯蒂安二世回到丹麥，瑞典事務交由古斯塔夫·特罗勒處理。由於古斯塔夫·特罗勒被視為丹麥的代言人，遭到瑞典人的不滿。次年9月，古斯塔夫·特罗勒也离开瑞典，移居丹麦。1526年，他在荷兰与克里斯蒂安二世会面。此時克里斯蒂安二世已被废黜，但渴望重新奪回權力。為获得天主教和他妹夫神圣罗马帝国皇帝查理五世的支持，克里斯蒂安二世放弃了路德教信仰。
1534年，古斯塔夫·特罗勒成為歐登塞的主教。 1535年，古斯塔夫·特罗勒卷入伯爵戰爭，他在丹麦菲英島的一场战斗中身受重伤而身亡。去世後他被埋葬在什勒斯維希主教座堂。